# Chris Reifert
Chris Reifert (* 23. Februar 1969 in Concord, Kalifornien) ist ein US-amerikanischer Schlagzeuger und Sänger.

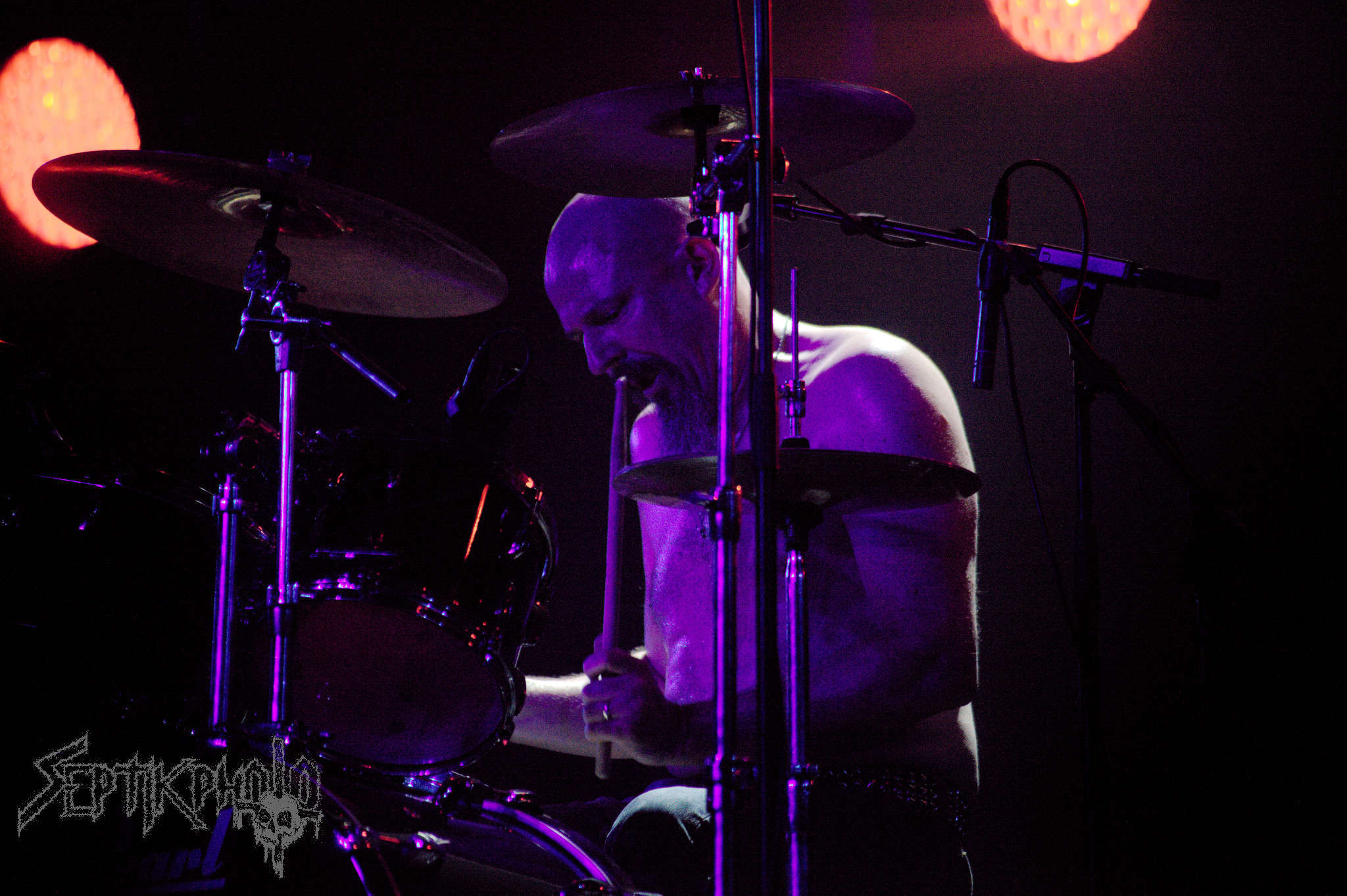
Chris Reifert (2016)

## Leben
Seine musikalische Karriere begann, als Chuck Schuldiner 1986 von Florida nach Kalifornien umzog und seine Band Death von dort aus weiter führte. Die Mitstreiter bei Death waren in Florida geblieben, um ihre eigene Band Massacre zu gründen, weswegen Schuldiner neue Musiker benötigte. Reifert stieg bei Death mit gerade mal 17 Jahren ein. Er spielte Schlagzeug auf dem Demo Mutilation (1985) sowie dem Debütalbum Scream Bloody Gore (1986). 1987 zog Schuldiner wieder zurück nach Florida und Reifert beschloss in Kalifornien zu bleiben, wo er 1987 seine eigene Band Autopsy gründete. Seit dieser Zeit ist er ebenfalls als Sänger aktiv.
Autopsy existierte von 1987 bis 1996 und veröffentlichte in dieser Zeit vier Alben. Während die ersten drei stark vom US-Death-Metal jener Zeit beeinflusst waren, den Reifert allerdings auch mit seiner Band mitprägte, hatte das letzte Album Shitfun starke Einflüsse aus dem Hardcore Punk. Eine Tour, die für die Band mangels Promotion und schlechter Planung zu einem Desaster wurde, besiegelte das Schicksal der Gruppe, die sich zerstritt. Nach einer Farewell-Show und der Veröffentlichung ihres letzten Albums Shitfun löste sich die Band auf.
Ein Teil des Lineups gründete mit Reifert zusammen die Band Abscess, die den eingeschlagenen Weg von Autopsy fort. Insgesamt erschienen sechs Alben sowie zahlreiche weitere Veröffentlichungen, bis Gründungsmitglied Clint Bower die Band verließ. Reifert löste anschließend Abscess auf, gründete aber gleichzeitig eine neue Autopsy-Besetzung, die seitdem aktiv ist.
Neben seinen beiden Hauptbands war beziehungsweise ist Reifert auch Schlagzeuger bei diversen Projekten wie Ravenous, Doomed,  EatMyFuk (benannt nach einem GG-Allin-Song), Violation Wound, Painted Doll und Siege of Power.
Chris Reifert hat außerdem als Gastsänger beziehungsweise Gast-Schlagzeuger bei Bands wie Murder Squad, Immortal Fate, Nuclear Death und Machetazo gearbeitet.

## Privatleben
Er lebt in Kalifornien und ist mit Nancy Reifert verheiratet. Das Paar hat einen Sohn. Seine Frau kümmerte sich um das Artwork einiger seiner Veröffentlichungen. Außerdem sang sie bei seinem Hard-Rock-Projekt Mirror Snake.

## Diskografie

### Burnt Offerings
- 1986: Frightmare (Demo)
- 1985: Demo I (Demo)

### Death
- 1986: Rehearsal Tape #13 (Dem)
- 1986: Mutilation (Demo)
- 1987: Scream Bloody Gore
- 1992: Fate: The Best of Death (Kompilation)
- 1999: Victims of Death – The Best of Decade of Chaos (Boxset-Kompilation mit Possessed, Dark Angel, Exodus & Forbidden)
- 2004: Chuck Schuldiner: Zero Tolerance (Kompilation)

### Frightmare
- 1987: Demo 1
- 1987: Demo 2

### Doomed
- 1992: Doomed (Demo)
- 1992: Haematomania (Single, Peaceville Records)
- 1993: Broken (Demo)
- 1997: Broken (EP, Relapse Records)
- 2010: Doomed to Death and Damned in Hell (Kompilation, Aphelion Records)

- Doomed – Haematomania (1991)
- Doomed – Broken (1993)

### The Ravenous
- 2000: Assembled in Blasphemy (Hammerheart Records)
- 2002: Three on a Meathook (EP, Red Stream, Inc.)
- 2003: Blood Delirium (Displeased Records)

### Eat My Fuk
- 2003: Wet Slit and a Bottle of Whiskey (Bestial Onslaught Productions)
- 2007: Split-7′’ mit Abscess (Rivot Rag Records)
- 2009: Fuk You, It's Eat My Fuk (EP, Horror Pain Gore Death Productions)

### Mirror Snake
- 2007: Mirror Snake (Stone Turtle Productions)

### Painted Doll
- 2018: Painted Doll (Tee Pee Records)
- 2020: How to Draw Fire (Tee Pee Records)

### Siege of Power
- 2018: The Cold Room (Single, Metal Blade Records)
- 2018: Warning Blast  (Metal Blade Records)

### Gastbeiträge
- 1991: Nuclear Death – Carrion for Worm (Gesang auf Cathedral of Sleep und Vampirism)
- 1992: Immortal Fate – Faceless Burial (EP/Demo, Backgroundgesang)
- 2004: Murder Squad – Ravenous Murderous (Gastgesang, Gitarre, Schlagzeug)
- 2005: Machetazo – Sinfonías del terror ciego (Gesang auf Niebla fúnebre)
- 2009: Bonesaw – Sawtopsy (Gastgesang)
- 2009: Ex Dementia – The Red Mass (Gesang auf Mud and Blood)
- 2010: Desaster – Zombie Ritual / Devil's Sword (Single, Gastgesang auf Zombie Ritual)
- 2010: Machetazo – Necrocovered (EP, Gesang auf Sex and Violence)
- 2010: Necronaut – Necronaut (Gesang auf Crimson Fields und Infecting Madness)
- 2013: Cathedral – The Last Spire (Gesang auf Cathedral of the Damned)
- 2013: Murder Squad –  Human Genocide / Blackness Within (Schlagzeug auf Blackness Within)
- 2014: Bloodbath – Grand Morbid Funeral (Gesang auf Grand Morbid Funeral)
- 2014: Morbosidad – Tortura (EP, Gesang auf Batalla de pecados)
- 2014: Teitanblood – Death (Gesang auf Burning in Damnation Fires)
- 2016: Avulsed – Deathgeneration (Gesang auf Sweet Lobotomy)
- 2018: Mortuous – Through Wilderness (Gesang auf The Dead Yet Dream und Anguish and Insanity)
- 2020: Witch Taint – Sons of Midwestern Darkness (Gesang auf Are You Ready (to Black Metal)? und Taint of the Witch)